# Хейрымлы
Хейрымлы (азерб. Xeyrımlı; ранее в советских русскоязычных источниках — Хейримли), — село в Ашагы-Аскипаринском сельском административно-территориальном округе Газахского района Азербайджана, оккупированное  Арменией с 1993 года по 2024 год.

## История
В советский период село входило в состав Азербайджанской ССР. В ходе Первой карабахской войны село было захвачено Вооружёнными силами Армении.
23 апреля 2024 года было возвращено под контроль Азербайджана.
23 мая 2024 года Госпогранслужба Азербайджана взяла под контроль территорию села.